# سارا خوئيني ها
سارا خوئيني ها (بالفارسية: سارا خوئینی‌ها) (1974 في طهران) ممثلة إيرانية. عُرفت أيضًا بلقب «سارا وثوقي» نسبةً إلى زوجها السابق جنكيز وثوقي. تخرجت من جامعة طهران في مجال الرسومات البيانية.

## الحياة الشخصية
هي الزوجة السابقة لجنكيز وثوقي واستخدمت اسم في أول عامين لها من التمثيل لقب سارا وثوقي. في عام 1990، كانت لديها أول تجربة تمثيل لها مع زوجها في فيلم الصبح الدموي، وكذلك 3 أفلام أخرى لا تزال تحت اسم «سارا وثوقي». استمر زواجها لمدة عامين. بعد بضع سنوات، عادة مرة أخرى إلى التمثي، هذه المرة باسمها الخاص، في فيلم «الأصدقاء» للمخرج «علي شاه حاتمي». وقد تم الإشادة بها وحصلت على جوائز.

## فيلموغرافيا
- 2019 غاندو (مسلسل تلفزيوني)
- 2018 المهمة المستحيلة (فيلم)
- 2011 يكي عز ما نفر [2]
- دعوة عام 2008
- 2006 قيس بردة
- 2002معصومة ورفعت (مسلسل تلفزيوني)
- 2000 دوستان
- 1992 الزهور والرصاص (باسم سارة وثوقي)
- 2008 - شيرين

## روابط خارجية
- سارا خوئيني ها على موقع IMDb (الإنجليزية)
- سارا خوئيني ها على موقع قاعدة بيانات الفيلم (الإنجليزية)